# Tony Cetinski
Tony Cetinski (Pula, 31 de mayo de 1969) es un cantante istriano de Croacia.

## Biografía
Procede de una familia de músicos. Empezó a cantar a los 15 años con varios grupos locales. En 1991 se trasladó desde Rovinj a Zagreb para iniciar su carrera musical y pronto se convirtió en una estrella en Croacia. Representó a su país en el Festival de la Canción de Eurovisión 1994 con la canción Nek' Ti Bude Ljubav Sva. Al día de hoy, es uno de los cantantes más populares de Croacia. Ha ganado varios premios, e incluso ha cantado una canción con el fallecido Toše Proeski. Es famosa su participación en el programa en la versión croata Hrvatska traži zvijezdu (Croacia busca una estrella), en sus varias temporadas.

## Discografía
- 1990 Samo srce ne laže
- 1992 Ljubomora I
- 1993 Ljubomora II
- 1995 Ljubav i bol
- 1996 Prah i pepeo
- 1998 A1
- 2000 Triptonyc
- 2003 A sada
- 2005 Budi uz mene
- 2008 Ako to se zove ljubav

| Predecesor: "Don't even cry" Put | Croacia en el Festival de Eurovisión 1994 | Sucesor: "Nostalgija" Magazin & Lidija Horvath |

- Datos: Q521921
- Multimedia: Tony Cetinski / Q521921